# Hyposidra caesia
Hyposidra caesia là một loài bướm đêm trong họ Geometridae.